# Fertilitat

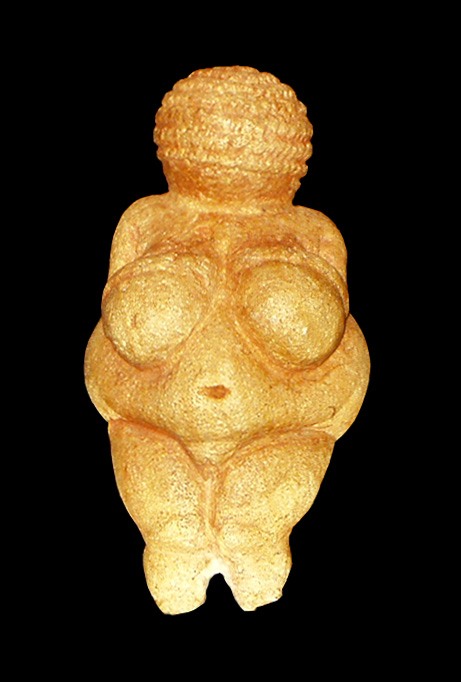
La Venus de Willendorf era un símbol de fertilitat

La fertilitat, en termes col·loquials, fa referència a la capacitat de tenir descendència. En contextos demogràfics, la fertilitat es refereix a la producció real de descendència, més que a la capacitat física de reproduir-se, que s'anomena fecunditat. La taxa de fecunditat és el nombre mitjà de fills nascuts durant la vida d'un individu. En medicina, la fertilitat es refereix a la capacitat de tenir fills, i la infertilitat es refereix a la dificultat per reproduir-se de manera natural. En general, la infertilitat o subfertilitat en humans es defineix com no poder concebre un fill després d'un any (o més) de relacions sexuals sense protecció. L'antítesi de la fertilitat és l'esterilitat, mentre que l'antítesi de la fecunditat és l'esterilitat.

## Demografia
En contextos demogràfics, la fertilitat es refereix a la producció real de descendència, més que a la capacitat física de produir que s'anomena fecunditat. Tot i que la fertilitat es pot mesurar, la fecunditat no. Els demògrafs mesuren la taxa de fecunditat de diverses maneres, que es poden dividir en mesures de "període" i mesures de "cohort". Els mesuraments de "períodes" fan referència a una secció transversal de la població en un any. D'altra banda, les dades de "cohort" segueixen les mateixes persones durant un període de dècades. Tant les mesures de període com de cohort s'utilitzen àmpliament.

### Mesuraments periòdics
- Taxa bruta de natalitat (CBR): el nombre de nascuts vius en un any determinat per cada 1.000 persones vives a mitjans d'aquest any. Un desavantatge d'aquest indicador és que està influenciat per l'estructura d'edat de la població.
- Taxa general de fecunditat (TFG): el nombre de naixements en un any dividit pel nombre de dones de 15 a 44 anys, multiplicat per 1000. Se centra només en les mares potencials i té en compte la distribució per edats.
- Ràtio nen-dona (CWR): proporció entre el nombre de nens menors de 5 anys i el nombre de dones de 15 a 49 anys, per 1000. És especialment útil en dades històriques, ja que no requereix comptar els naixements. En realitat, aquesta mesura és un híbrid, perquè implica morts i naixements. (És a dir, a causa de la mortalitat infantil no s'inclouen alguns dels naixements; i a causa de la mortalitat adulta, tampoc es comptabilitzen algunes de les dones que van donar a llum.)
- Índex de fertilitat de Coale: un dispositiu especial utilitzat en la investigació històrica

### Mesuraments de cohort

Països per taxa de fecunditat el 2020

- Taxa de fecunditat total (TFR): el nombre total de fills que tindria una dona durant la seva vida si experimentés les taxes de fertilitat específiques de l'edat de les dones. El TFR és igual a la suma per a tots els grups d'edat de 5 vegades cada taxa ASFR.[8]
- Taxa bruta de reproducció (GRR): el nombre de nadons que tindrà una cohort sintètica. Se suposa que totes les nenes creixeran i viuran almenys fins als 50 anys.
- Taxa de reproducció neta (NRR): la NRR comença amb la TRG i afegeix la suposició realista que algunes de les dones moriran abans dels 49 anys; per tant, no estaran vius per tenir alguns dels nadons potencials que es comptaven al GRR. El NRR sempre és inferior al GRR, però als països on la mortalitat és molt baixa, gairebé totes les nenes creixen fins a ser mares potencials, i el NRR és pràcticament el mateix que el GRR. Als països amb alta mortalitat, el NRR pot arribar al 70% del GRR. Quan NRR = 1,0, cada generació de 1000 nenes creix i dona a llum exactament 1000 nenes. Quan el NRR és inferior a un, cada generació és més petita que l'anterior. Quan el NRR és superior a 1, cada generació és més gran que l'anterior. El NRR és una mesura del potencial futur de creixement a llarg termini, però normalment és diferent de la taxa de creixement de la població actual.

### Determinants socials i econòmics
El nombre de fills d'un pare es correlaciona fortament amb el nombre de fills que tindrà cada persona de la propera generació. Els factors generalment associats amb l'augment de la fertilitat inclouen la religiositat la intenció de tenir fills i el suport matern. Els factors generalment associats amb la disminució de la fertilitat inclouen la riquesa, l'educació, la participació laboral femenina, la residència urbana, el cost de l'habitatge, la intel·ligència, l'augment de l'edat femenina i (a un menor grau) augment de l'edat masculina.
L'"Anàlisi en tres passos" del procés de fertilitat va ser introduïda per Kingsley Davis i Judith Blake el 1956 i fa ús de tres determinants propers: L'anàlisi econòmica de la fertilitat forma part de l'economia domèstica, un camp que ha sorgit de la nova economia domèstica. Les anàlisis econòmiques influents de la fertilitat inclouen Becker (1960), Mincer (1963), i Easterlin (1969). Aquest últim va desenvolupar la hipòtesi d'Easterlin per explicar el baby boom.

## Medicina
En medicina, la definició de fertilitat és "la capacitat d'establir un embaràs clínic".
Les dones tenen cicles hormonals que determinen quan poden aconseguir l'embaràs. El cicle dura aproximadament vint-i-vuit dies, amb un període fèrtil de cinc dies per cicle, però pot desviar-se molt d'aquesta norma. Els homes són fèrtils contínuament, però la seva qualitat d'esperma es veu afectada per la seva salut, la freqüència d'ejaculació i els factors ambientals.
La fertilitat disminueix amb l'edat en ambdós sexes. En el cas de les dones, el descens comença al voltant dels 32 anys i es fa precipitat als 37 anys. Per als homes, la potència i la qualitat de l'esperma comença a disminuir al voltant dels 40 anys. Fins i tot si una parella gran aconsegueix concebre un fill, l'embaràs serà cada cop més difícil per a la mare i comporta un major risc de defectes congènits i trastorns genètics per al nen.
Les taxes d'embaràs per a relacions sexuals són més altes quan es produeixen cada 1 o 2 dies, o cada 2 o 3 dies. Els estudis no han trobat cap diferència significativa entre les diferents posicions sexuals i la taxa d'embaràs, sempre que es produeixi una ejaculació a la vagina.

### Cicle menstrual

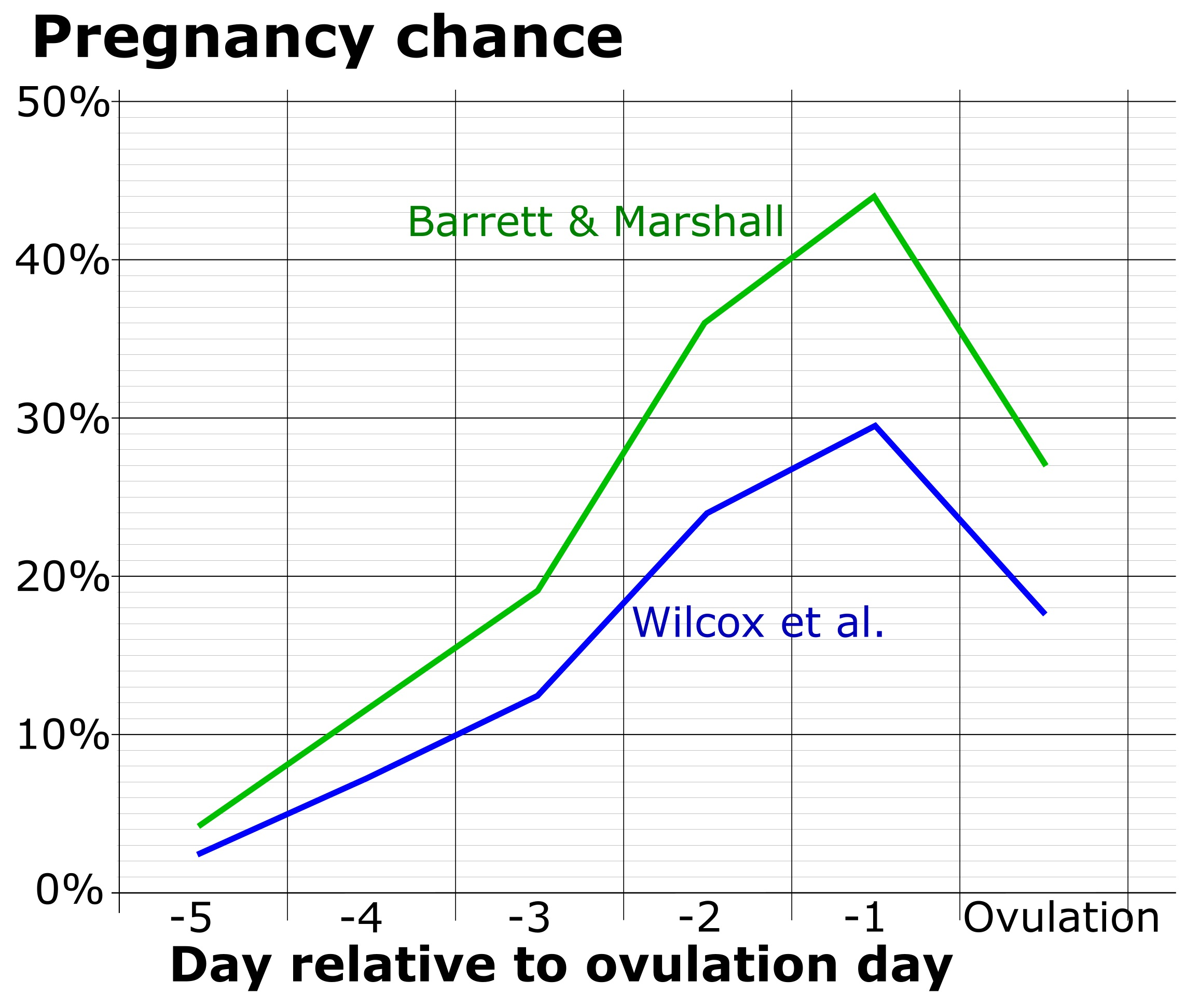
Possibilitat de fecundació per dia del cicle menstrual en relació amb l'ovulació.

El cicle menstrual d'una dona comença, tal com s'assigna arbitràriament, amb la menstruació. La següent és la fase fol·licular on els nivells d'estrògens augmenten a mesura que madura l'òvul (a causa de l'hormona estimulant fol·licular o FSH) dins de l'ovari. Quan els nivells d'estrògens assoleixen el pic, estimula un augment de l'hormona luteïnitzant (LH) que completa la maduració i permet que l'òvul trenqui la paret de l'ovari. Això és l'ovulació. Durant la fase lútea després de l'ovulació, la LH i la FSH fan que l'ovari posterior a l'ovulació es converteixi en el cos luti que produeix progesterona. La producció de progesterona inhibeix les hormones LH i FSH que (en un cicle sense embaràs) fa que el cos luti s'atrofii i les menstruacions tornin a començar el cicle.
La fertilitat màxima es produeix durant només uns quants dies del cicle: normalment dos dies abans i dos dies després de la data de l'ovulació. Aquesta finestra fèrtil varia d'una dona a una altra, de la mateixa manera que la data d'ovulació sovint varia d'un cicle a un altre per a la mateixa dona. L'òvul sol ser capaç de ser fecundat fins a 48 hores després de ser alliberat de l'ovari. Els espermatozoides sobreviuen dins de l'úter entre 48 i 72 hores de mitjana, amb un màxim de 120 hores (5 dies).
Aquests períodes i intervals són factors importants per a les parelles que utilitzen el mètode anticonceptiu d'abstinència periòdica.

### Fertilitat femenina
L'edat mitjana de la menarquia als Estats Units és d'uns 12,5 anys. En les noies postmenarcals, al voltant del 80% dels cicles són anovulatoris (en realitat no es produeix l'ovulació) el primer any després de la menarquia, el 50% el tercer i el 10% el sisè any.
La menopausa es produeix durant la vida mitjana d'una dona entre els 48 i els 55 anys. Durant la menopausa, la producció hormonal per part dels ovaris es redueix, provocant finalment un cessament permanent de la creació del revestiment uterí (període). Això es considera el final de la fase fèrtil de la vida d'una dona.
L'efecte previst de l'edat sobre la fertilitat femenina en dones que intenten quedar embarassades, sense utilitzar fàrmacs per a la fertilitat o fecundació in vitro:
- Als 30 anys
  - El 75% concebrà un naixement viu en un any
  - El 91% concebrà un naixement viu en un termini de quatre anys.
- Als 35 anys
  - El 66% concebrà un naixement viu en un any
  - El 84% concebrà un naixement viu en un termini de quatre anys.
- Als 40 anys
  - El 44% concebrà un naixement viu en un any
  - El 64% concebrà un naixement viu en un termini de quatre anys.[39]

Hi ha estudis de parelles que intentaven concebre han donat millors resultats que els indicats anteriorment. Un estudi del 2004 de 770 dones europees va trobar que el 82% de les dones de 35 a 39 anys van concebre en un any, mentre que un estudi el 2013 de 2.820 dones daneses va veure El 78% de les persones de 35 a 40 anys conceben en un any.
Segons una opinió del Comitè de Pràctica de la Societat Americana de Medicina Reproductiva, el moment o la posició específica del coital i el repòs supí després del coit no tenen un impacte significatiu en la fertilitat. Els espermatozoides es poden trobar al canal cervical segons després de l'ejaculació, independentment de la posició del coital.
S'han documentat embarassos amb èxit facilitats pel tractament de fertilitat en dones fins als 67 anys.

### Fertilitat masculina
Algunes investigacions suggereixen que els homes grans tenen un volum de semen disminuït, la motilitat dels espermatozoides i una morfologia alterada dels espermatozoides. En estudis que van controlar l'edat de la parella femenina, les comparacions entre homes menors de 30 anys i homes majors de 50 van trobar disminucions relatives en les taxes d'embaràs entre el 23% i el 38%. El nombre d'espermatozoides disminueix amb l'edat, els homes de 50 a 80 anys produeixen esperma a una taxa mitjana del 75% en comparació amb els homes de 20 a 50 anys i hi ha diferències més grans en el nombre de túbuls seminífers als testicles que contenen espermatozoides madurs:
- En els homes de 20 a 39 anys, el 90% dels túbuls seminífers contenen espermatozoides madurs.
- En els homes de 40 a 69 anys, el 50% dels túbuls seminífers contenen espermatozoides madurs.
- En els homes de 80 anys i més, el 10% dels túbuls seminífers contenen espermatozoides madurs.[45]

La disminució de la fertilitat masculina està influenciada per molts factors, inclosos l'estil de vida, el medi ambient i els factors psicològics.
Algunes investigacions suggereixen un major risc de problemes de salut per als fills de pares grans, però no s'ha demostrat cap associació clara. Un estudi a gran escala a Israel va suggerir que els fills d'homes de 40 anys o més tenien 5,75 vegades més probabilitats que els fills d'homes menors de 30 de patir un trastorn de l'espectre autista, controlant l'any de naixement, l'estat socioeconòmic i l'edat materna. S'ha suggerit que l'augment de l'edat paterna es correlaciona amb l'esquizofrènia, però no està demostrat.
Investigadors australians han trobat proves que suggereixen que l'obesitat pot causar danys subtils als espermatozoides i prevenir un embaràs saludable. Van informar que la fecundació va tenir un 40% menys d'èxit quan el pare tenia sobrepès.
La Societat Americana de Fertilitat recomana un límit d'edat per als donants d'esperma de 50 anys o menys, i moltes clíniques de fertilitat del Regne Unit no accepten donacions d'homes majors de 40 o 45 anys.